# Dödens tåg
Dödens tåg (originaltitel: Death Train), är en amerikansk actionfilm från 1993. Handlingen bygger på en bok med samma titel av Alastair MacNeill och Alistair MacLean. Huvudrollen innehas av den irländske skådespelaren Pierce Brosnan.

## Handling
En före detta sovjetisk general (Christopher Lee) hotar världen med stulna kärnvapen, detta i syfte att återge Ryssland dess status som supermakt. Till sin hjälp har han en tysk kärnfysiker, med vilkens hjälp han konstruerar en atombomb. Bomben färdas genom Europa per tåg. Det är agenten Mike Grahams (Pierce Brosnan) uppgift att få stopp på tåget.

## Rollista
| Pierce Brosnan  | – Michael 'Mike' Graham    |
| Patrick Stewart | – Malcolm Philpott         |
| Alexandra Paul  | – Sabrina Carver           |
| Ted Levine      | – Alex Tierney             |
| Christopher Lee | – General Konstantin Benin |
| John Abineri    | – Dr. Karl Leitzig         |
| Clarke Peters   | – C.W. Whitlock            |